# سینما ایران (شیراز)
سینما ایران یک سینما در شهر شیراز، ایران است.
این سینما که در سال ۱۳۳۴ تأسیس شده هم‌اکنون متعلق به حوزه هنری می‌باشد و دارای ۷۳۳ نفر ظرفیت می‌باشد.